# کسنایش (بون)
کسنایش (به آلمانی: Kessenich) یک منطقهٔ مسکونی در آلمان است که در Bonn واقع شده‌است.
 کسنایش  ۱۲٬۵۰۰ نفر جمعیت دارد.